# Список війн за участю Монголії
У цій статті наведено неповний перелік основних війн та збройних конфліктів за участю Монголії, монгольського народу або регулярної монгольської армії в періоди коли існували незалежні монгольські держави від античності до наших днів.
В переліку вказана назва конфлікту, дата, воюючі сторони, і його результат.
      Перемога Монголії
      Поразка Монголії
      Інший результат (Мирний договір або невизначений результат, статус кво, результат громадянської війни, невідомий результат)
      Незавершений конфлікт

## Хунну
Нижче наведено перелік війн за участю Хунну як єдиної нації, а також міжусобні війни всередині хунського об'єднання.
| Дата                                  | Конфлікт                                        | Перша сторона  | Друга сторона  | Результат              |
| ------------------------------------- | ----------------------------------------------- | -------------- | -------------- | ---------------------- |
| IX століття до нашої ери              | Рейд Хунну на володіння Чжоу                    | Хунну          | Чжоу           | Поразка                |
| IV-III століття до нашої ери          | Рейд Хунну на царство Чжао                      | Хунну          | Чжао           | Поразка                |
| 215 рік до нашої ери                  | Кампанія імператора Цінь Ши Хуан-ді проти Хунну | Хунну          | Імперія Цінь   | Поразка                |
| 209 рік до нашої ери                  | Війна Хунну проти Дунху                         | Хунну          | Дунху          | Перемога               |
| 200 рік до нашої ери                  | Битва при Байденг                               | Хунну          | Імперія Хань   | Перемога               |
| III століття до нашої ери             | Перша війна Хунну проти Юечжі                   | Хунну          | Юечжі          | Невизначений результат |
| II століття до нашої ери              | Друга війна Хунну проти Юечжі                   | Хунну          | Юечжі          | Перемога               |
| 133 рік до нашої ери–89 рік нашої ери | Хунно-Китайська війна                           | Хунну          | Імперія Хань   | Поразка                |
| 48-55 роки                            | Війна північних і південних Хунну               | Північні Хунну | Південні Хунну | Стабілізація відносин  |

## Монгольські племена
Нижче наведено перелік війн за участю Сяньбі, Вухуань, Вусун і інших монгольських племен.
| Дата            | Конфлікт                                                   | Перша сторона       | Друга сторона  | Результат                                    |
| --------------- | ---------------------------------------------------------- | ------------------- | -------------- | -------------------------------------------- |
| I-II століття   | Повстання племені Вухуань                                  | Вухуань             | Північні Хунну | Перемога Вухуань                             |
| 93 рік          | Битва при Іх Баян                                          | Сяньбі              | Хунну          | Перемога Сяньбі                              |
| 97-130 роки     | Грабіжницькі рейди Сяньбі на міста Ляодунського Півострова | Сяньбі              | Імперія Хань   | Невизначений результат                       |
| 117 рік         | Сянбійсько-Вусуньський конфлікт                            | Сяньбі              | Вусунь         | Поразка Сяньбі                               |
| 119 рік         | Набіг Сяньбі на Ма-чен-сай                                 | Сяньбі              | Хунну          | Поразка                                      |
| 122 рік         | Набіги Сяньбі на Яньмень і Дінксян                         | Сяньбі              | Імперія Хань   | Поразка                                      |
| 123 рік         | Набіг Сяньбі на Хунну                                      | Сяньбі              | Хунну          | Перемога                                     |
| 155 рік         | Хунський розпад                                            | Сяньбі Імперія Хань | Хунну          | Перемога. Хунну розділилися на чотири групи. |
| II століття     | Сяньбійсько-Пуєський конфлікт                              | Сяньбі              | Пує            | Перемога                                     |
| II століття     | Кампанія Тяньшіхуя проти Вусунь                            | Сяньбі              | Вусунь         | Перемога Сяньбі                              |
| 177 рік         | Кампанія Кся Ю, Тян Яна і Цан Мінга проти Сяньбі           | Сяньбі              | Імперія Хань   | Перемога                                     |
| II-III століття | Набіг Хелляна на Китай.                                    | Сяньбі              | Імперія Хань   | Поразка                                      |

## Жужанський каганат
Нижче наведено перелік війн за участю Жужанського каганата.
| Дата        | Конфлікт                    | Перша сторона      | Друга сторона     | Результат                             |  |
| ----------- | --------------------------- | ------------------ | ----------------- | ------------------------------------- |  |
| 508-540 рік | Жужансько-Гаоцзюйська війна | Жужанський каганат | Гаоцзюй           | Перемога                              |  |
| 554-555 рік | Жужансько-Тюркська війна    | Жужанський каганат | Тюркський каганат | Поразка. Кінець Жужанського каганата. |  |

## Імперія Ляо
Нижче наведено список війн за участю Імперії Ляо і кіданського народу.
| Дата           | Конфлікт                           | Перша сторона | Друга сторона      | Результат                       |
| -------------- | ---------------------------------- | ------------- | ------------------ | ------------------------------- |
| 906-926 роки   | Кіданське завоювання Царства Бохай | Імперія Ляо   | Бохай              | Перемога. Падіння царства Бохай |
| 923-936 роки   | Проксі війна проти Пізньої Тан     | Імперія Ляо   | Династія Пізня Тан | Перемога                        |
| 993 рік        | Перша Корьо-Кіданська війна        | Імперія Ляо   | Корьо              | Перемога                        |
| 1010-1011 роки | Друга Корьо-Кіданська війна        | Імперія Ляо   | Корьо              | Перемога                        |
| 1019 рік       | Третя Корьо-Кіданська війна        | Імперія Ляо   | Корьо              | Поразка                         |
| 1114-1125 роки | Цзіньсько-Кіданська війна          | Імперія Ляо   | Династія Цзінь     | Поразка. Кінець Імперії Ляо.    |

## Монгольська імперія
Нижче наведено перелік війн за участю Монгольської імперії, а також племінними союзами на території Монголії які короткий час існували до неї (Всемонгольський Улус).
| Дата                       | Конфлікт                                           | Перша сторона                                    | Друга сторона | Результат            |
| -------------------------- | -------------------------------------------------- | ------------------------------------------------ | --- | -------------------- |
| 1201 рік                   | Битва при Далан Бальзат                            | Чингісхан                                        | Джамуха | Поразка Чингісхана   |
| 1201 рік                   | Битва на Тринадцяти полях                          | Чингісхан                                        | Джамуха | Перемога Чингісхана  |
| 1201-1205 роки             | Завоювання Лісових народів                         | Монголи                                          | Лісові народи | Перемога             |
| 1205-1210 роки             | Монгольське завоювання Сі Ся                       | Монголи                                          | Сі Ся | Перемога             |
| 1209 роки                  | Монгольське завоювання Уйгурської Держави Кочо     | Монгольська імперія                              | Кочо | Перемога             |
| 1211-1234 роки             | Монгольсько-цзіньська війна                        | Монгольська імперія                              | Імперія Цзінь | Перемога             |
| 1216-1218 роки             | Монгольське завоювання Каракитайського Ханства     | Монгольська імперія                              | Каракитайське ханство | Перемога             |
| 1218-1221 роки             | Монгольське завоювання Хорезма                     | Монгольська імперія                              | Хорезм | Перемога             |
| 1220-1223 роки             | Монгольське завоювання Половецьких Степів          | Монгольська імперія                              | Половці | Перемога             |
| 1220-1238 роки             | Монгольське завоювання Грузії                      | Монгольська імперія                              | Грузинська імперія | Перемога             |
| 1220-1236 роки             | Монгольське завоювання Вірменії                    | Монгольська імперія                              | Кілікійське царство | Перемога             |
| 1221-1225 роки             | Перше Монгольське вторгнення в Індію               | Монгольська імперія                              | Пенджаб Сінд | Перемога             |
| 1223-1240 роки             | Монгольське завоювання Русі                        | Монгольська імперія                              | Володимиро-Суздальське князівство Галицько-волинське князівство Новгородська Республіка Смоленське князівство Турово-Пінське князівство Ростовське князівство Чернігівське князівство Рязанське князівство Переяславське князівство | Перемога             |
| 1223, 1229—1230, 1236 роки | Монгольське завоювання Волзької Булгарії           | Монгольська імперія                              | Волзька Булгарія | Перемога             |
| 1225-1227 роки             | Каральний рейд Монголів в Сі Ся                    | Монгольська імперія                              | Сі Ся | Перемога             |
| 1231 рік                   | Перше Монгольське вторгнення в Корею               | Монгольська імперія                              | Корьо | Евентуальна перемога |
| 1232 рік                   | Друге Монгольське вторгнення в Корею               | Монгольська імперія                              | Корьо | Поразка              |
| 1235-1239 рік              | Третє Монгольське вторгнення в Корею               | Монгольська імперія                              | Корьо | Перемога             |
| XIV століття               | Монгольське завоювання Тибету                      | Монгольська імперія                              | Тибет | Перемога             |
| 1235-1279 роки             | Монгольське завоювання Імперії Південна Сун        | Монгольська імперія                              | Імперія Південна Сун | Перемога             |
| 1235–1241 роки             | Монгольське завоювання Кашміру                     | Монгольська імперія                              | Кашмір Делійський султанат | Перемога             |
| 1237–1253 роки             | Монгольська експансія Північного Кавказу           | Монгольська імперія                              | Чеченці Інгуші Осетини Лезгіни Аварці Алани | Поразка              |
| 1240-1241 роки             | Перше Монгольське вторгнення в Польщу              | Монгольська імперія                              | Королівство Польське Священна Римська Імперія Тамплієри Тевтонський орден Госпітальєри | Перемога             |
| 1241-1243 роки             | Монгольська експансія Анатолії                     | Монгольська імперія                              | Конійський султанат іноземні добровольці | Перемога             |
| 1242 рік                   | Перше Монгольське вторгнення в Угорщину            | Монгольська імперія                              | Угорське королівство | Перемога             |
| 1242 рік                   | Монгольське вторгнення в Болгарію                  | Монгольська імперія                              | Болгарія | Перемога             |
| 1242 рік                   | Монгольське вторгнення в Сербію                    | Монгольська імперія                              | Сербія | Перемога             |
| 1242 рік                   | Четверте Монгольське вторгнення в Корею            | Монгольська імперія                              | Корьо | Перемога             |
| 1253 рік                   | Друга Монгольська експансія Північного Кавказу     | Монгольська імперія                              | Чеченці Інгуші Осетини Лезгіни Аварці Алани | Перемога             |
| 1253 рік                   | Монгольське вторгнення в Королівство Далі          | Монгольська імперія                              | Королівство Далі | Перемога             |
| 1254-1255 роки             | Кашмірське повстання                               | Монгольська імперія                              | Кошмірські повстанці | Повстання придушено  |
| 1255 рік                   | П'яте Монгольське вторгнення в Корею               | Монгольська імперія                              | Корьо | Перемога             |
| 1257-1258 роки             | Монгольське завоювання Аббасидського Халіфата      | Монгольська імперія                              | Аббасидський халіфат | Перемога             |
| 1257-1258 роки             | Перше Монгольське вторгнення в Делійський султанат | Монгольська імперія                              | Делійський султанат | Мирний Договір       |
| 1257-1258 роки             | Перше Монгольське вторгнення в В'єтнам             | Монгольська імперія                              | Династія Чан Чампа | Поразка              |
| 1258 рік                   | Шосте Монгольське вторгнення в Корею               | Монгольська імперія                              | Корьо | Мирний Договір       |
| 1259-1260 роки             | Друге Монгольське вторгнення в Польщу              | Монгольська імперія                              | Польські держави | Перемога             |
| 1260 рік                   | Монгольське вторгнення в Сирію                     | Монгольська імперія Королівство Англія Тамплієри | Мамлюкський султанат Айюбіди Повстанці караманіди Аббасидський халіфат | Воєнна поразка       |
| 1274 рік                   | Перше Монгольське вторгнення в Японію              | Монгольська імперія                              | Японці із Камакури | Поразка              |
| 1281 рік                   | Друге Монгольське вторгнення в Японію              | Монгольська імперія                              | Японці із Камакури | Поразка              |
| 1293-1298 роки             | Друге Монгольське вторгнення в Делійський султанат | Монгольська імперія                              | Делійський султанат | Поразка              |

## Улуси Монгольської Імперії
Нижче наведено перелік війн за участю Імперії Юань, Золотої Орди, Держави Хулагуїдів та Чагатайського Улуса як самостійних державних утворень.
| Дата               | Конфлікт                                                  | Перша сторона                             | Друга сторона                                               | Результат                                 |
| ------------------ | --------------------------------------------------------- | ----------------------------------------- | ----------------------------------------------------------- | ----------------------------------------- |
| 1252-1254 роки     | Рейд Куремси на Південну Волинь                           | Золота Орда                               | Галицько-Волинське князівство                               | Поразка                                   |
| 1262 рік           | Війна Берке та Хулагу                                     | Золота Орда                               | Держава Хулагуїдів                                          | Невизначений                              |
| 1268-1301 роки     | Війна Хубілая та Хайду                                    | Імперія Юань Держава Хулагуїдів           | Чагатайський улус Золота Орда                               | Невизначений                              |
| 1277-1278 роки     | Монгольське завоювання М'янми                             | Імперія Юань                              | Язичницька імперія                                          | Перемога                                  |
| 1282-1284 роки     | Монгольське вторгнення в Чампу                            | Імперія Юань                              | Чампа                                                       | Спочатку перемога, потім поразка          |
| 1285 рік           | Друге монгольське вторгнення у В'єтнам                    | Імперія Юань                              | Династія Чан                                                | Воєнна поразка                            |
| 1285-1286 роки     | Друге Монгольське вторгнення в Угорщину                   | Золота Орда                               | Угорське королівство                                        | Поразка                                   |
| 1287-1288 рік      | Третє Монгольське вторгнення в Польщу                     | Золота Орда Галицько-Волинське князівство | Королівство Польське Угорське королівство                   | Поразка                                   |
| 1287-1288 роки     | Третє монгольське вторгнення у В'єтнам                    | Імперія Юань                              | Династія Чан                                                | Поразка                                   |
| 1287-1288 роки     | Монгольське вторгнення на о.Ява                           | Імперія Юань                              | Імперія Меджепегіт Королівство Сінгасарі Королівство Кедирі | Поразка                                   |
| XIV століття       | Литовсько-ординський конфлікт                             | Золота Орда                               | Велике князівство Литовське                                 | Поразка. ВКЛ захопило захід Золотої Орди. |
| 1351-1368 роки     | Повстання червоних пов'язок                               | Імперія Юань                              | Армія червоних пов'язок                                     | Поразка. Кінець Імперії Юань.             |
| 1380ті-1390ті роки | Війна Тохтамиша проти Тимура                              | Золота Орда                               | Імперія Тимуридів                                           | Поразка                                   |
| 1380-1480          | Визвольна війна Великого князівства Московського від Орди | Золота Орда                               | Велике князівство Московське                                | Поразка                                   |

## Пост-імперський період
Нижче наведено перелік війн за участю різних пост-імперських монгольських держав: Імперії Північна Юань, Джангарського Ханства, Ойратського ханства.
| Дата           | Конфлікт                                                                         | Перша сторона         | Друга сторона       | Результат                                             |
| -------------- | -------------------------------------------------------------------------------- | --------------------- | ------------------- | ----------------------------------------------------- |
| 1388–1399 роки | Повстання 4х ойратських племен                                                   | Імперія Північна Юань | 4 ойратські племена | Поразка Північної Юань. Утворення Ойратського ханства |
| 1409 рік       | Битва при Карлен                                                                 | Імперія Північна Юань | Імперія Мін         | Перемога                                              |
| 1409-1412 роки | Перша кампанія імператора Юнле проти Монголів                                    | Імперія Північна Юань | Імперія Мін         | Поразка                                               |
| 1413-1414 роки | Друга кампанія імператора Юнле проти Монголів                                    | Імперія Північна Юань | Імперія Мін         | Поразка                                               |
| 1422 рік       | Третя кампанія імператора Юнле проти Монголів                                    | Імперія Північна Юань | Імперія Мін         | Поразка                                               |
| 1423 рік       | Четверта кампанія імператора Юнле проти Монголів                                 | Імперія Північна Юань | Імперія Мін         | Поразка                                               |
| 1424 рік       | П'ята кампанія імператора Юнле проти Монголів                                    | Імперія Північна Юань | Імперія Мін         | Поразка                                               |
| 1449 рік       | Тумуська катастрофа                                                              | Ойрати                | Імперія Мін         | Перемога                                              |
| 1479-1510 роки | Друге об'єднання монгольських племен * Перше об'єднання було за часів Чингісхана | Коаліція Даян-хана    | Різні Тайші         | Перемога Коаліції. Об'єднання Монгольських племен     |
| 1500-1501 рік  | Рейд Даян-хана в Нінся                                                           | Імперія Північна Юань | Імперія Мін         | Поразка                                               |
| 1501-1507 роки | Монголо-Китайський конфлікт (1501-1507)                                          | Імперія Північна Юань | Імперія Мін         | Воєнна Перемога                                       |
| 1538 рік       | Повстання народу Урянхай                                                         | Імперія Північна Юань | Урянхай             | Повстання придушено                                   |
| 1542 рік       | Остання Битва Даян-хана проти Імперії Мін                                        | Імперія Північна Юань | Імперія Мін         | Перемога                                              |
| 1600-1635 роки | Завоювання Маньчжурами Північної Юань                                            | Північна Юань         | Пізня Цзінь         | Поразка. Кінець Північної Юань                        |
| 1652-1718 роки | Джунгарсько-казахська війна                                                      | Джунгарське ханство   | Казахське ханство   | Спочатку перемога, пізніше поразка                    |
| 1687-1698 роки | Перша Джунгарсько-маньчжурська війна                                             | Джунгарське ханство   | Імперія Цін         | Поразка                                               |
| 1688           | Облога Селенгінського острогу                                                    | Монгольські племена   | Козаки              | Поразка                                               |
| 1715-1739 роки | Друга Джунгарсько-маньчжурська війна                                             | Джунгарське ханство   | Імперія Цін         | Мирний договір                                        |
| 1755-1759 роки | Третя Джунгарсько-маньчжурська війна                                             | Джунгарське ханство   | Імперія Цін         | Поразка. Кінець Джунгарського ханства                 |

## Деколонізація
Нижче наведено перелік війн за участю монгольських і частково монгольських державних утворень які існували в період Деколонізації: (Богдо-ханська Монголія, Бурят-Монголія, Тива)
| Дата           | Конфлікт                                   | Перша сторона                     | Друга сторона                         | Результат                                                                     |
| -------------- | ------------------------------------------ | --------------------------------- | ------------------------------------- | ----------------------------------------------------------------------------- |
| 1911 рік       | Монгольська революція (1911)               | Монгольські повстанці             | Імперія Цін                           | Перемога. Створення Самостійної Монгольської держави                          |
| 1911 рік       | Входження Тиви в склад Російської імперії  | Незалежні Нойони                  | Російська імперія Проросійські Нойони | Поразка.                                                                      |
| 1914-1915 роки | Звільнення Внутрішньої Монголії            | Богдо-ханська Монголія            | Китай                                 | Поразка.                                                                      |
| 1917-1923 роки | Громадянська війна у Росії — Східний фронт | Бурят-Монголія Зелений Клин       | Біла армія Червона армія              | Поразка                                                                       |
| 1919-1921 роки | Окупація Монголії (1919-1921)              | Богдо-ханська Монголія Біла армія | Китай                                 | Воєнна поразка Монголії                                                       |
| 1921 рік       | Монгольська революція (1921)               | Богдо-ханська Монголія Біла армія | Монгольські комуністи Червона армія   | Поразка прихильників Богдо-гегена. Створення Монгольської Народної Республіки |

## Монгольська Народна Республіка
Нижче наведено перелік війн за участю Монгольської Народної Республіки а також японської держави-маріонетки під назвою Внутрішня Монголія.
| Дата           | Конфлікт                                      | Перша сторона | Друга сторона | Результат      |
| -------------- | --------------------------------------------- | --- | --- | -------------- |
| 1935-1937 рік  | Боротьба Внутрішньої Монголії за незалежність | Рух за звільнення Внутрішньої Монголії Японська імперія Маньчжоу-го | Китай | Поразка        |
| 1939 рік       | Бої на Халхин-Голі                            | Монгольська Народна Республіка СССР | Японська імперія Маньчжоу-го | Перемога       |
| 1941-1945 роки | Друга світова війна                           | Сполучені Штати Америки СССР (1941—1945) Велика Британія Китай Франція Польща Канада Австралія Британська Індія Югославія Греція Нідерланди Бельгія Нова Зеландія Південна Африка Норвегія Люксембург Чехословаччина Ефіопія Бразилія Мексика Колумбія Куба Філіппіни Монгольська Народна Республіка Тувинська Народна Республіка (До входження в СССР) | Третій Рейх Японська імперія Королівство Італія(до 1943) СССР(1939—1941) Болгарія(до 1944) Королівство Угорщина Румунське королівство(до 1944) Таїланд | Перемога       |
| 1946 рік       | Конфлікт на Байтак Богдо                      | Монгольська Народна Республіка СССР | Китай Казахи | Воєнна Поразка |

## Сучасна Монголія
Нижче наведено перелік війн за участю Сучасної Монголії.
| Дата           | Конфлікт      | Перша сторона | Друга сторона                                                                                                   | Результат |
| -------------- | ------------- | --- | --- | --------- |
| 2003-2011 роки | Війна в Іраку | Сполучені Штати Америки Ірак Азербайджан Велика Британія Південна Корея Італія Польща Австралія Грузія Україна Естонія Нідерланди Іспанія Данія Монголія | Баас Ісламська держава Ірак і Левант Армія Магді Ансар аль-Іслам Хізбалла Аль-Каїда Робітнича партія Курдистану | Перемога  |